# Stefan Kijak
Stefan Wawrzyniec Kijak (ur. 10 sierpnia 1893 w Regowie Starym, zm. 15 sierpnia 1957 w Warszawie) – żołnierz Legionów Polskich, oficer Wojska Polskiego w II Rzeczypospolitej  i Polskich Sił Zbrojnych, działacz niepodległościowy, kawaler Orderu Virtuti Militari.

## Życiorys
Urodził się w rodzinie Wawrzyńca i Jadwigi z Hertzów. Absolwent gimnazjum w Bochni. Student Wydziału Prawa Uniwersytetu Jagiellońskiego w Krakowie.
W 1914 wstąpił do Legionów Polskich i otrzymał przydział do II batalionu 3 pułku piechoty. W listopadzie 1915 pod ogniem do końca obsługiwał centralę telefoniczną na stacji kolejowej Rafajłowa, w ostatniej chwili zniszczył ją i wycofał się zabierając część sprzętu telefonicznego. Za czyn ten odznaczony został orderem wojskowym „Virtuti Militari” V klasy. W 1917 ukończył szkołę oficerską w Zegrzu i kurs oficerów telegraficznych w Warszawie. W składzie II Korpusu Polskiego walczył pod Rarańczą. Pod Kaniowem dostał się do niewoli niemieckiej i przebywał w obozach Gustrow i Lamsdorf, później w Grafenort.
Zwolniony, wstąpił do odrodzonego Wojska Polskiego będąc wtedy w stopniu sierżanta. Otrzymał przydział do II batalionu telegraficznego w Puławach. We wrześniu 1920 skierowany do służby w Centralnych Zakładach Wojsk Łączności. Po zakończeniu działań wojennych pozostał w zawodowej służbie wojskowej. Od 1927 pracował w Ministerstwie Spraw Wojskowych. W 1934 został kierownikiem Działu Personalnego w Kierownictwie Zaopatrzenia Wojsk Łączności. W marcu 1937 mianowany pułkownikiem, a w październiku przeniesiony na stanowisko II zastępcy dowódcy wojsk łączności.
W okresie kampanii wrześniowej był I zastępcą dowódcy wojsk łączności. Po klęsce wojsk polskich, przez Rumunię przedostał się do Francji i w maju 1940 został komendantem Ośrodka Zapasowego Oficerów w Lucon. Od czerwca 1940 do stycznia 1944 był zastępcą komendanta Centrum Wyszkolenia Wojsk Łączności w Kinross, a do końca 1946  jego komendantem. W 1947 powrócił do kraju.
Zmarł w Warszawie. Pochowany na Cmentarzu Powązki Wojskowe w Warszawie (kwatera A30-II półkole-9).
Żonaty z Janiną Wojda, miał synów: Jacka (ur. 1924) i Krzysztofa (ur. 1931).

## Ordery i odznaczenia
- Krzyż Srebrny Orderu Wojskowego Virtuti Militari nr 7367 – 17 maja 1922[2][5]
- Krzyż Niepodległości – 12 maja 1931 „za pracę w dziele odzyskania niepodległości”[6]
- Krzyż Walecznych czterokrotnie[3]
- Złoty Krzyż Zasługi – 18 marca 1933[7]